# Do Me a Favor
Do Me a Favor è un singolo del gruppo musicale statunitense Stone Sour, l'unico estratto dal quinto album in studio House of Gold & Bones Part 2 e pubblicato il 12 febbraio 2013.
Il finale del brano richiama A Rumor of Skin, traccia presente in House of Gold & Bones Part 1.

## Video musicale
Il videoclip animato, diretto da Phil Mucci e pubblicato il 27 marzo 2013, mostra tutti i personaggi appartenenti alla storia descritta nelle due parti di House of Gold & Bones.
Il video inizia con il protagonista, Human, che entra in una chiesa, il cui altare riporta la scritta "In Domus de Aurum et Ossum" (traduzione in lingua latina del titolo dell'album), e si riposa seduto su una delle panchine. Quando si risveglia, davanti a sé si presenta un prete indemoniato, ovvero Allen, che inizia ad attaccarlo. Il ragazzo esce dalla chiesa, ma davanti a lui si sta avventando un gruppo di zombie (i Numbers), capitanati da Black John. In mezzo a loro c'è Peckinpah, intento a lottare contro gli zombie. Human lo chiama per portarlo al riparo in chiesa, ma quando i due entrano, Allen inizia una lotta contro Peckinpah, il quale indica a Human si sedersi sull'altare. Nel frattempo, Black John e i Numbers sono riusciti ad entrare nella chiesa, mentre Human continua a strisciare verso l'altare e Allen strangola Peckinpah. Il video si conclude con Human che riesce a sedersi sull'altare, eliminando gli zombie e il prete, ma diventando tuttavia indemoniato.

## Tracce
1. Do Me a Favor – 3:44

## Formazione
Gruppo
- Corey Taylor − voce
- Jim Root − chitarra
- Josh Rand − chitarra
- Roy Mayorga − batteria, sintetizzatore

Altri musicisti
- Rachel Bolan − basso
- The HoGaB Numbers − voci gang

## Classifiche
| Classifica (2013)             | Posizione massima |
| ----------------------------- | ----------------- |
| Stati Uniti (mainstream rock) | 4                 |
| Stati Uniti (rock airplay)    | 23                |